# Rover 12
Der Rover 12 war ein 1909 als zweisitziger Torpedo mit 2-Zylinder-SV-Motor mit 1624 cm³ Hubraum erschienener PKW. 1911 wurde ein größerer Motor eingebaut, der aus 1882 cm³ 12 hp (8,8 kW) schöpfte. Dieses Modell wurde im Jahr darauf bereits wieder eingestellt. Ein Nachfolger erschien erst 1919 mit dem Rover 8, dem letzten 2-Zylinder-Modell der Marke.

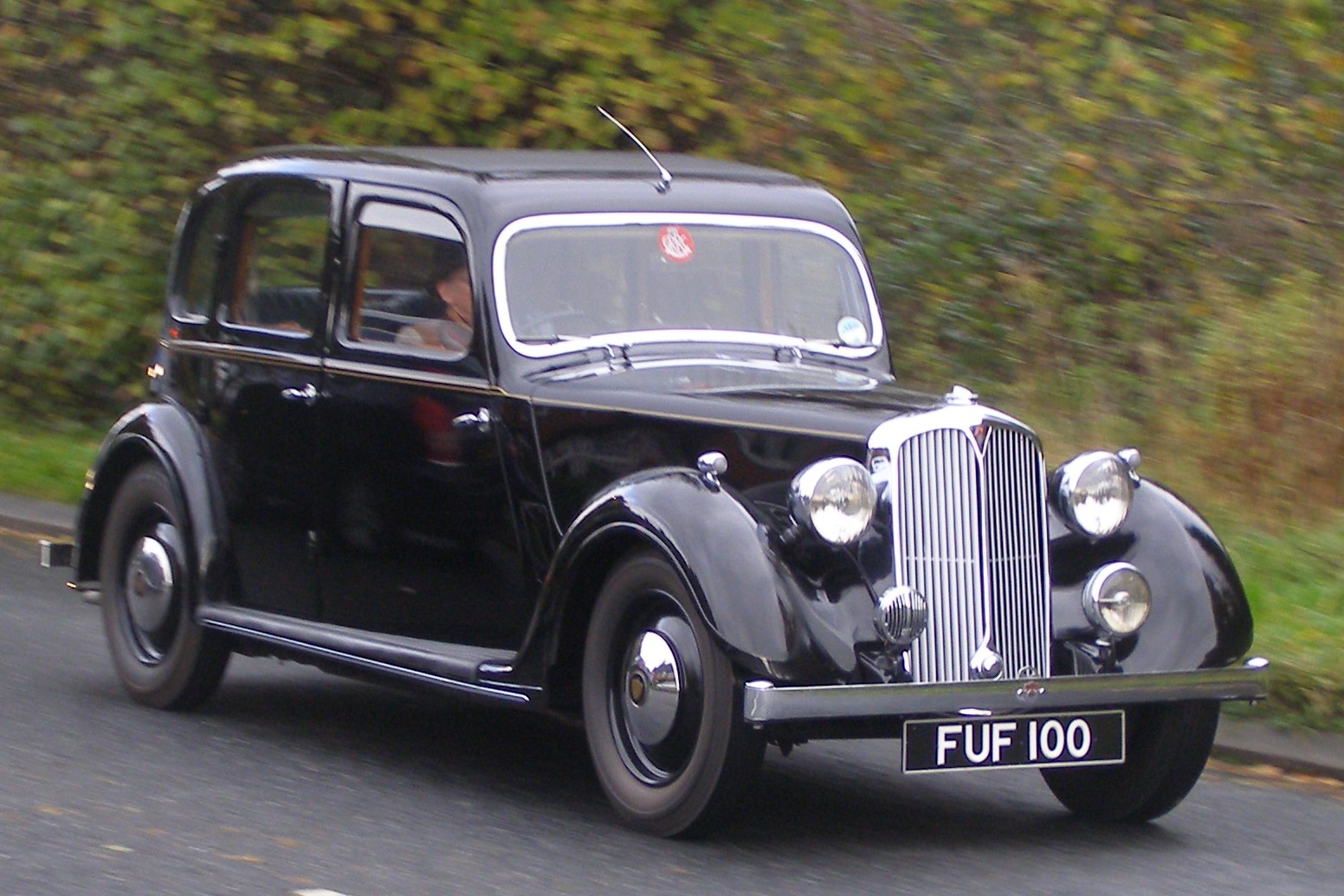
Rover 12 (1939)

Ebenfalls ab 1911 gab es–parallel zum Zweizylindermodell–einen Rover 12 mit 4 Zylindern, einen viersitzigen Torpedo mit 2297 cm³ Hubraum und 22 bhp (16 kW). Er wurde bis 1915 hergestellt. Bereits 1912 wurde ihm der größere Rover 12/14 mit gleichem Motor zur Seite gestellt, der ihn später ersetzte.
1934 gab es wieder einen Rover 12, eine viertürige Limousine, die parallel zum Rover 10 mit gleicher Karosserie als Nachfolger des Rover 10/25 angeboten wurde.
Die klassische Limousine (ohne Kofferraum) hatte einen 4-Zylinder-OHV-Motor mit 1496 cm³ Hubraum, die 48 bhp (35,3 kW) entwickelte. Der Wagen war 110 km/h schnell. Wie alle anderen Zivilmodelle, wurde auch der Rover 12 kriegsbedingt ab 1940 nicht mehr hergestellt.
Erst nach Aufnahme der zivilen Produktion nach dem Zweiten Weltkrieg im Jahre 1945 gab es wieder einen Rover 12. Die Konzeption entsprach der des Vorkriegswagens, jedoch verfügte der Wagen über einen Kofferraumanbau, ebenso wie die Modelle 10, 14 und 16. Zusätzlich gab es noch einen zweitürigen Roadster.
1948 stellte man mit dem Erscheinen des Rover P3 die Produktion endgültig und ohne einen Nachfolger ein.